# Kraj Nadwiślański
Kraj Nadwiślański (ros. Привислинский край, przed reformą ortografii: ros. Привислинскій край, Priwislinskij kraj) – półoficjalna nazwa Królestwa Polskiego używana po zniesieniu przez władze Imperium Rosyjskiego jego autonomii instytucjonalnej. Nazwa ta nigdy nie zastąpiła całkowicie określenia Królestwo Polskie, lecz była stosowana obok niego.
W polskim piśmiennictwie historycznym spotyka się niekiedy termin „Kraj Przywiślański”, który jest rusycyzmem, kalką z języka rosyjskiego.

## Rys historyczny
Po upadku powstania styczniowego władze rosyjskie przystąpiły do likwidacji autonomii Królestwa. W 1866 przeprowadzono reorganizację administracji, tworząc 10 guberni bezpośrednio podporządkowanych władzom Imperium Rosyjskiego. W 1867 zniesiono autonomię instytucjonalną Królestwa Polskiego – zlikwidowano m.in. Radę Stanu i Radę Administracyjną. Wycofano też z użycia odrębny herb Królestwa, a polskiego orła pozostawiono tylko jako jeden z wielu elementów w herbie całego Imperium. W 1871 zaprzestano wydawania osobnego Dziennika Praw Królestwa Polskiego. Od 1874, po zniesieniu urzędu namiestnika królewskiego, obszar Królestwa Polskiego zaczęto również określać jako generał-gubernatorstwo warszawskie. Nazwa „Kraj Nadwiślański” miała jeszcze bardziej podkreślać zespolenie Królestwa z Imperium Rosyjskim.

## Zakres użycia nazwy
Określenie „Kraj Nadwiślański”, początkowo całkowicie potoczne, w latach 80. XIX wieku bez szczególnej podstawy prawnej zaczęło się pojawiać także w dokumentach oficjalnych.
Jako datę pierwszego pojawienia się tej nazwy w akcie urzędowym często podaje się rok 1888. W wydanym 11 czerwca zdaniu Rady Państwa pierwszy raz użyto określenia „gubernie Kraju Nadwiślańskiego”.
Jednak jeszcze wcześniej nazwy „Kraj Nadwiślański” użył car Aleksander III. 29 kwietnia 1883 imperator nadał Order Świętego Aleksandra Newskiego kuratorowi warszawskiego okręgu szkolnego, Aleksandrowi Apuchtinowi. W wydanym z tej okazji reskrypcie carskim pojawiło się określenie Priwislinskij kraj.
Później nazwę „Kraj Nadwiślański” coraz częściej wprowadzano do oficjalnych dokumentów, czyniono to jednak niekonsekwentnie. Nazwa „Królestwo Polskie” nie została nigdy uchylona, władcy Rosji zachowali też w swojej tytulaturze tytuł „królów polskich” (carów polskich).

## Podział administracyjny
| Gubernia             | Nazwa rosyjska        | Miasto gubernialne | Powierzchnia, tys. km² | Ludność, tys. (1905) |
| -------------------- | --------------------- | ------------------ | ---------------------- | -------------------- |
| Gubernia warszawska  | Варшавская губерния   | Warszawa           | 17,6                   | 2233                 |
| Gubernia kaliska     | Калишская губерния    | Kalisz             | 11,3                   | 964                  |
| Gubernia kielecka    | Келецкая губерния     | Kielce             | 10,2                   | 899                  |
| Gubernia łomżyńska   | Ломжинская губерния   | Łomża              | 10,6                   | 645                  |
| Gubernia lubelska    | Люблинская губерния   | Lublin             | 16,9                   | 1341                 |
| Gubernia piotrkowska | Петроковская губерния | Piotrków           | 12,2                   | 1640                 |
| Gubernia płocka      | Плоцкая губерния      | Płock              | 9,4                    | 613                  |
| Gubernia radomska    | Радомская губерния    | Radom              | 12,4                   | 917                  |
| Gubernia siedlecka   | Седлецкая губерния    | Siedlce            | 14,3                   | 894                  |
| Gubernia suwalska    | Сувалкская губерния   | Suwałki            | 12,4                   | 629                  |

## Oświata
W 1897 41% mieszkańców Królestwa Polskiego umiało czytać i pisać przy średniej w Rosji europejskiej 30% (w guberni sankt-petersburskiej 62%, moskiewskiej 49%).